# Односи Србије и Белорусије
Односи Србије и Белорусије су инострани односи Републике Србије и Републике Белорусије.

## Билатерални односи
Званични дипломатски односи су успостављени 1994. године.

### Политички односи
Дипломатски односи између Републике Белорусије и Савезне Републике Југославије (СРЈ), чију је цесију од фебруара 2003. године преузела Србија и Црна Гора, а од јуна 2006. године – Република Србија, успостављени су 15. новембра 1994. године.
Амбасада Републике Белорусије у Београду отворена је у новембру 1996. године. Те исте године отпочела је са радом и Амбасада СРЈ у Минску.
У марту 1996. године Председник Југославије Зоран Лилић био је у званичној посети Белорусији, кад је потписан Споразум о пријатељству и сарадњи.
Председник Републике Белорусије Александар Лукашенко четири пута је био у посети Србији – у званичној посети у јануару 1998. године и радним посетама у априлу 1999. године (током НАТО агресије против СРЈ) и у марту 2009. године, и у јуну 2014. је одржана званична узвратна посета Србији.
Председници Југославије и Србије су били у посети Белорусији 1996, 2013. и 2015. године. Озбиљан импулс развоју билатералних односа дала је званична посета Председника Србије Томислава Николића Минску у марту 2013. године, када су Председници потписали заједничку изјаву у којој су утврђени ставови у вези са кључним питањима сарадње Белорусије и Србије у билатералном и вишестраном формату. Т.Николић је поново посетио Белорусију у новембру 2015. године када је одржана званична узвратна посета.
Састанци министара спољних послова одржани су у августу 2012. године у оквиру Самита Покрета несврстаних у Техерану и у марту 2013. године у Минску у оквиру посете на највишем нивоу. Током посете Министра иностраних послова СРЈ Белорусији у марту 1999. године потписан је споразум о безвизном режиму. У јулу 2013. године је први пут у званичну посету Србији долазио Министар иностраних послова Белорусије. У децембру 2014. године је реализована званична узвратна посета шефа МСП Србије Белорусији. У 2015. години у контексту тога што је Србија председавала у ОЕБС-у шеф српског Министрства спољних послова посетио је Минск (јул 2015. године), шеф белоруског Министарства иностраних послова Београд (децембар 2015. године).
У скупштини Белорусије и Србије формиране су групе пријатељства и сарадње на чијем су челу сенатор Владимир Сењко и народни посланик Драгомир Карић.
У јуну 2015. године је реализована званична посета председнице Народне скупштине Србије Белорусији. Маја Гојковић се састала с Председником Белорусије, челницима Народне скупштине Белорусије. Потписан је меморандум о сарадњи два парламента.
У јуну 2016. године градоначелник Београда Синиша Мали посетио је Минск на челу делегације српских бизнисмена, предузетника, културних и спортских радника.
У септембру 2016. године планира се одржавање наредне рунде међуресорских консултација.
У јануару 2017. председник Владе Републике Србије Александар Вучић посетио је Белорусију.
У децембру 2019. председник Белорусије Александар Лукашенко посетио је Србију.

#### Косово
Белорусија заузима доследан став у вези с непризнавањем једнострано проглашене независности Косова и подржава територијални интегритет Републике Србије.
Белорусија је гласала против пријема Косова у УНЕСКО 2015.

#### Помоћ
Белорусија је послала хуманитарну помоћ СРЈ током НАТО бомбардовања 1999. и Србији током великих поплава 2014. године.
Поред овога, Белорусија је 2021. поклонила Србији четири војна авиона МиГ-29.

#### Санкције
2020. и 2021. године Србија се делимично ускладила са санкцијама ЕУ против Белорусије (Декларација о председничким изборима у Белорусији и санкције везане за белоруске авио-компаније). Белорусија је почетком 2022. на ово одговорила увођењем забране увоза прехрамбених производа из Србије.

### Економски односи
- У 2020. г. робна размена је износила 107,79 милиона УСД (извоз Србије 53,47 милиона УСД и увоз 54,32 милиона УСД).
- У 2019. г. робна размена је износила 127 милиона долара, извоз Србије 59 милиона долара, а увоз 68 милиона долара.
- У 2018. г. робна размена је износила 143 милиона УСД ( извоз Србије 52 милиона УСД и увоз 91 милион УСД).[8][9]

Србија и Белорусија имају потписан Споразум о слободној трговини, који омогућава несметани пласман заједничких производа на тржишта Русије и Казахстана.

### Дипломатски представници

#### У Београду
- Сергеј Малиновски, амбасадор, 2024. -[10]
- Валериј Бриљев, амбасадор, 2017. - 2024.
- Владимир Чушев, амбасадор, 2011. - 2017.
- Сергеј Чичук, отправник послова
- Владимир Мацкевич, амбасадор, 2001. - 2008.
- Валериј Бриљев, амбасадор, 1998. - 2001.

Српски бизнисмен Драгомир Карић почасни је конзул Републике Белорусије у Београду.

#### У Минску
- Илина Вукајловић,[12] амбасадор, 2024—
- Владан Стевановић, отправник послова 2023. -
- Александар Цревар, отправник послова 2020. - 2023.
- Вељко Ковачевић, амбасадор, 2014. - 2020.
- Стојан Јевтић, амбасадор, 2011. - 2013.
- / Срећко Ђукић, амбасадор, 2004. - 2011.
- Никола Пејаковић, амбасадор, - 2003.